# Technika Run (VŠB – Technická univerzita Ostrava)
Technika Run je charitativní běh a závod, který každoročně organizuje VŠB – Technická univerzita Ostrava v Ostravě v Moravskoslezském kraji ve spolupráci s partnery. Startovné je zpoplatněno. Běh se koná v katastru obcí Ostrava-Poruba a Ostrava Krásné Pole. Začátek a konec běhu je na pozemcích VŠB-TUO. Výtěžek z akce z ročníků 2019 a 2021, 2022 byl využit na podporu nezávislé mezinárodní humanitární organizace Lékaři bez hranic (Médecins Sans Frontières).

## Historie
První ročník se uskutečnil v roce 2016 a pravidelně jednou ročně se běh opakuje. Výjimkou byl pouze rok 2020, kdy se běh neuskutečnil z důvodů pandemie viru covid-19. Soutěží se v kategorií mužů, žen, dětí a družstev.
| Rok  | Počet registrovaných účastníků v běhu na 10 km | reference                          |
| ---- | ---------------------------------------------- | ---------------------------------- |
| 2016 | 78                                             | [ 3 ]                              |
| 2017 | 71                                             | [ 4 ]                              |
| 2018 | 65                                             | [ 5 ]                              |
| 2019 |                                                |                                    |
| 2020 | zrušeno z důvodů epidemie covid-19             | zrušeno z důvodů epidemie covid-19 |
| 2021 |                                                |                                    |
| 2022 | 73                                             | [ 6 ]                              |

## Běžecké tratě
| Délka tratě | Určeno pro běžce                  |
| ----------- | --------------------------------- |
| 0,3 km      | Předškolní děti                   |
| 1,5 km      | Školní děti                       |
| 5 km        | Dospělé a dorostence s doprovodem |
| 10 km       | Dospělé a dorostence s doprovodem |

## Galerie

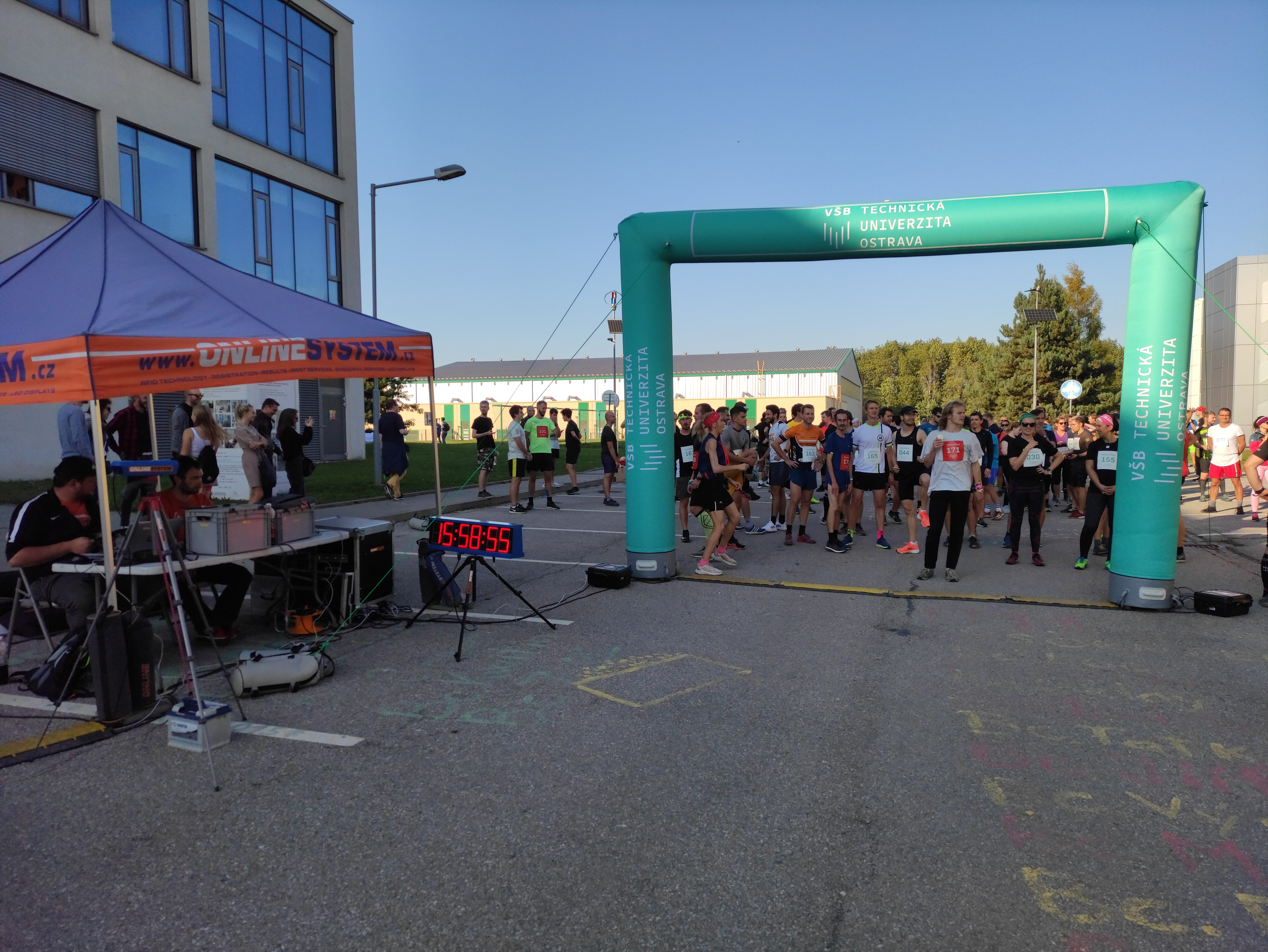
Před startem (Technika Run 2021)
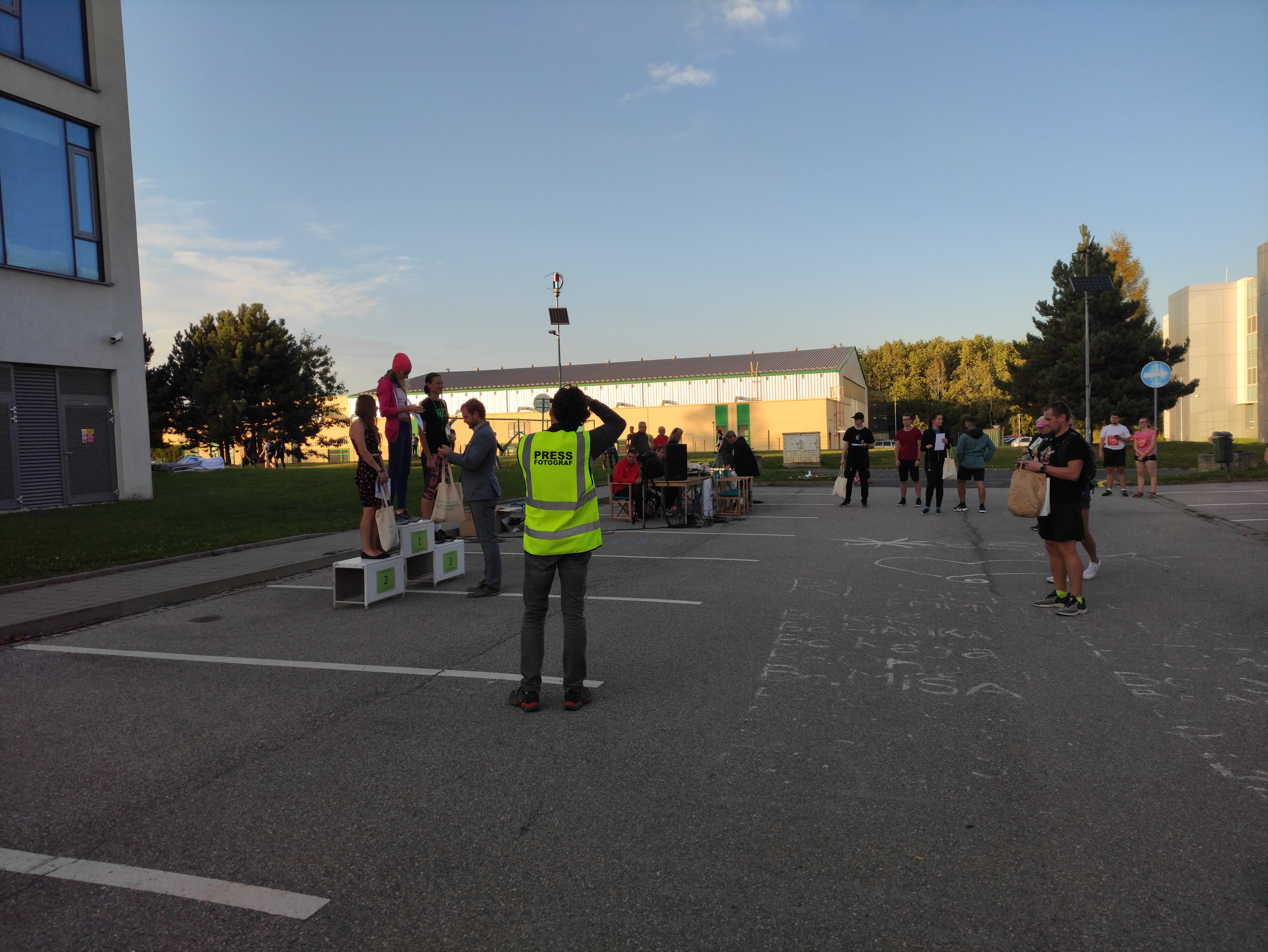
Vyhlášení vítězů v kategorii žen v běhu na 10 km (Technika Run 2021)
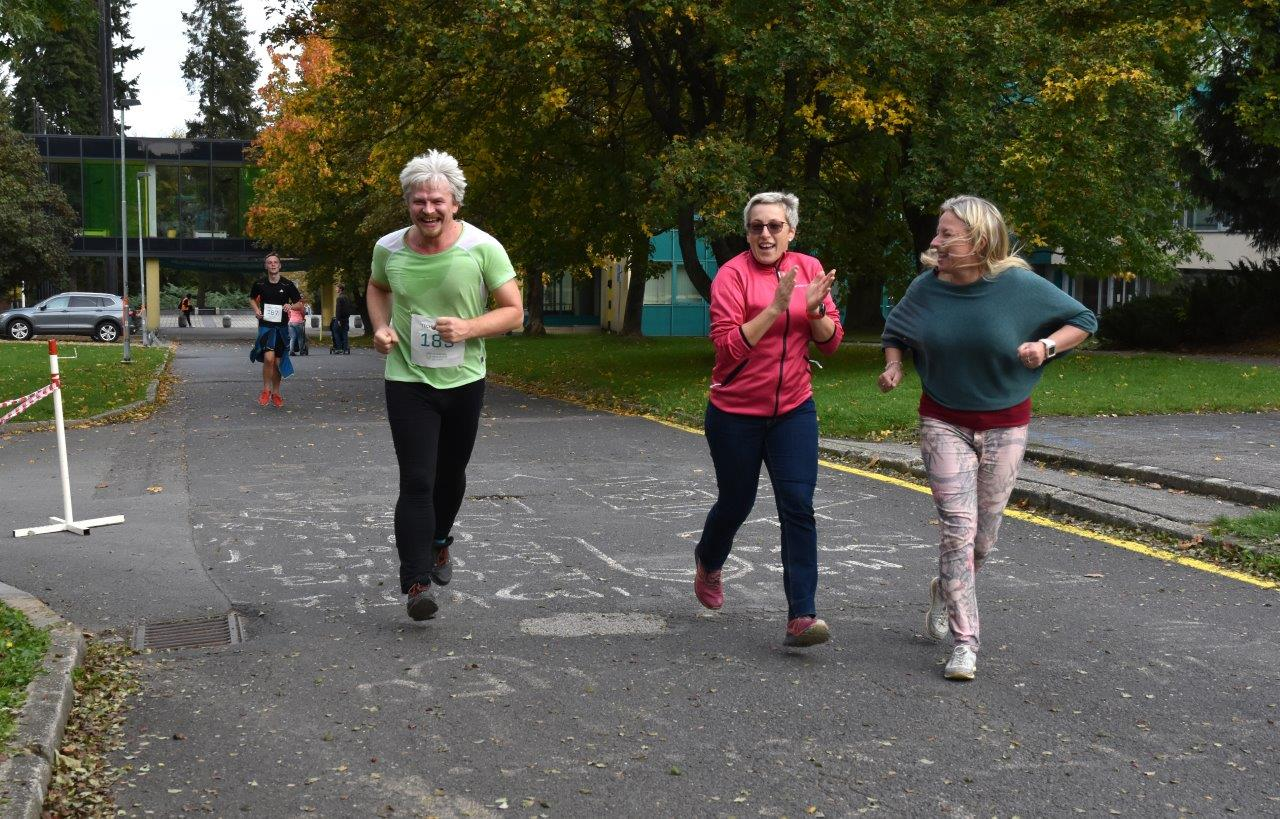
Technika Run 2022
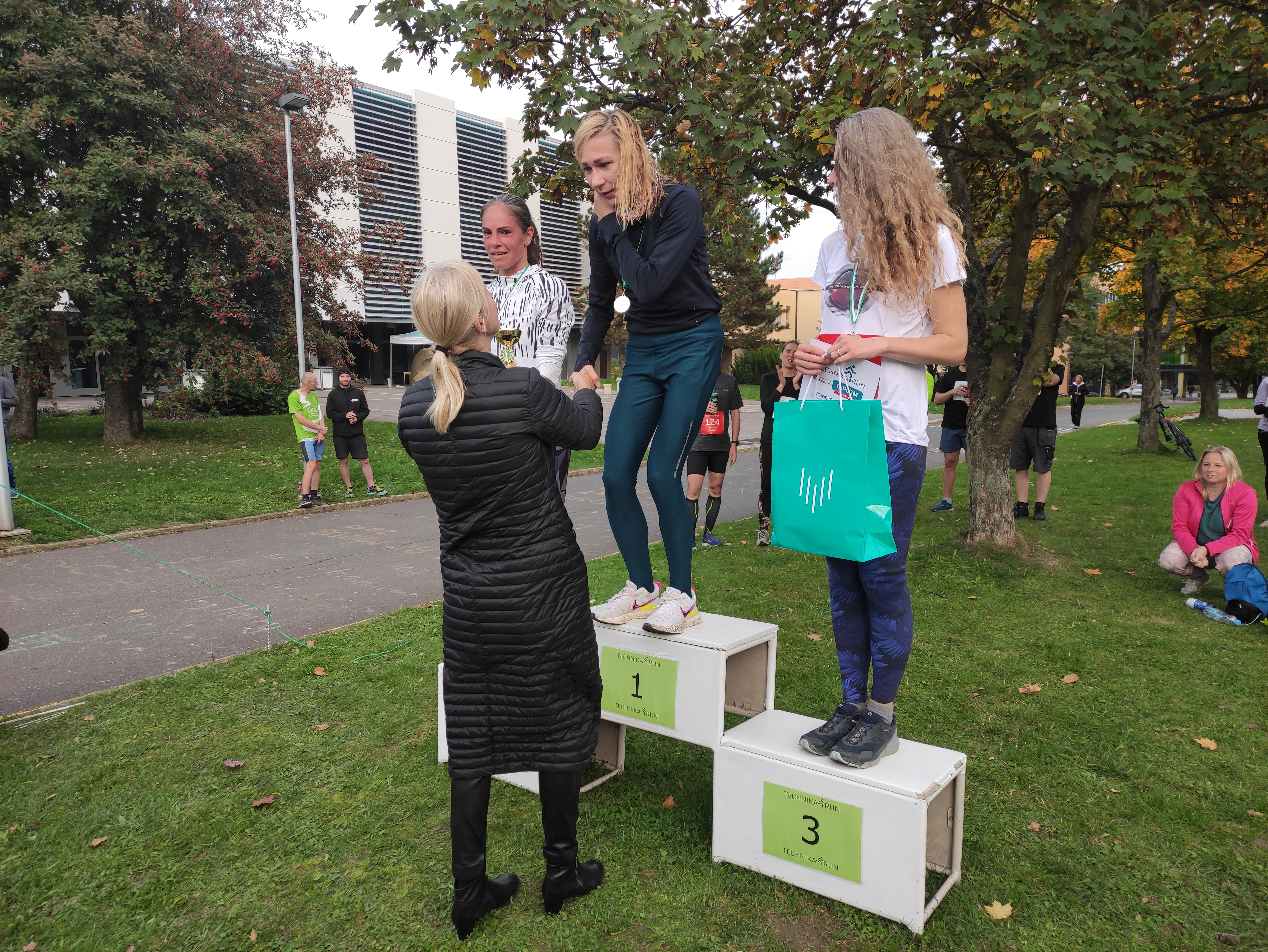
Vyhlášení vítězů v kategorii žen v běhu na 10 km (Technika Run 2022)